# 全国労働組合総連合
全国労働組合総連合（ぜんこくろうどうくみあいそうれんごう、略称：全労連（ぜんろうれん）、英語: National Confederation of Trade Unions、略称：Zenroren）は、日本の労働組合における全国中央組織（ナショナルセンター）である。1989年に連合結成を「労働界の右寄り（右翼的）再編」として、官公労労組中心の総評のうち自治労から自治労連、日教組から全教など共産党支持の各労組内非主流派が結成した新単産と統一戦線促進労働組合懇談会加盟単産で、作られたナショナルセンター。総評時代の日本社会党のための組織的選挙活動・日本社会党支持強要を批判し、日本共産党支持傾向がある。

## 概要
行動綱領「希望に輝く未来のために」で、労使協調路線による選別排除の労働戦線再編に反対する労組により結成された「働くものの利益をまもってたたかう労働組合の全国中央組織」であることを掲げている。日本労働組合総連合会（連合）は産業別全国組合（単産）のみを加盟単位として認めているのに対し、全労連は単産に加え都道府県別組合（地方組織）も加盟単位と位置づけている。この点について、行動綱領は「産業別のたたかいと地域のたたかいを結合して全国的な運動を展開」するための組織構成と説明している。
単産加盟組合員数の半数近くは、日本自治体労働組合総連合（自治労連）、全日本教職員組合（全教）、日本国家公務員労働組合連合会（国公労連）などの公務員組合で占められており、民間は中小企業が多く、大手民間企業、特に基幹産業の多数派組合は加盟していない。そのため、毎年春闘などの賃上げ相場形成に影響力を発揮できないまま、今日に至っている。適用法規別労働組合員数（単位労働組合）の構成比でみると労働組合法が72.5%で最も多い 。
最高議決機関は大会で、会費納入人員にもとづいて各加盟組合から選出された代議員により構成される。定期大会は2年に1度開催され、2019年現在、最も近くに行われたのは2018年7月に開催された第29回定期大会である。中央機関には青年部、女性部、非正規センターなどの専門部会をおき、階層別の意見を反映させるため、大会で発言権をもつ特別代議員を割り振っている。ただし議決権は無い。
機関紙誌として、『全労連新聞』（月刊機関紙）と『月刊全労連』（月刊機関誌、学習の友社発行）を発行している。
国際労働組合組織には加盟していないが、国際労働組合権利センター（ICTUR）、グローバル化と労働組合の権利に関する南からのイニシアチブ（SIGTUR）に参加するなど労働者の権利擁護、要求前進のため「万国の労働者、団結せよ」の立場で、国際連帯を推進している。ILO労働者活動局（ILO ACTRAV）、ILO駐日事務所や世界労連、国際労働組合総連合（ITUC）加盟労組、非加盟労組より定期大会にメッセージを寄せられている。
健康で文化的な生活の実現を政府に求めている憲法の具体化をめざす運動として「福祉国家」の確立をめざすとしている。運動では、国際労働機関（ILO）が提起する「ディーセント・ワーク（働きがいのある人間らしい仕事）」の日本国内での実現も手がかりに進めるとしている。
なお、日本共産党の指導・援助により結成されたため、「日本共産党と協力共同する」という政治的立場や、連合に比較すると20％以下の組合員数という規模から、中央や各都道府県の労働委員会での労働側委員選任など、多くの場面でしばしば不利な立場に立たされる。

### 組合員数
2019年6月末現在の組合員数は、全労連に加盟する単産（産業別全国組合）組合員数が52万4458人、地方組織（都道府県別組合）直加盟の組合員数を合わせると75万5010人である（以上は、単一労働組合の集計の組合員数である。単位労働組合の集計の組合員数は、前者が52万5523人、後者が79万7611人である。） 。
組合員数は減少傾向で推移しており、全労連は「全労連組織の減少に歯止めがかかっていないことを深刻に受けとめる。2012年度からの「組織拡大強化中期計画」にもとづいて、単産・地方組織とも「総対話」と「共同」を広げ、減少から増勢に転じる組織拡大運動を強めている。単産と地方組織が連携した「総がかり作戦」も各地で進められ、組合の新結成・加盟も生まれている。取り組みを飛躍的に強め、全労連の社会的存在と役割を大きく宣伝し、「150万全労連」をめざす組織拡大運動に全力をあげる決意を表明する。」とのコメントを発表している。

## 沿革

### 前史
戦後の民主化政策の中で相次いで再建された労働組合のうち、共産党の影響力が強い組織は全日本産業別労働組合会議（産別会議）として結集していた。しかし、共産党の組織引き回しに反発する勢力が「産別民主化同盟」（民同）を結成し、主導権を奪取していく過程で、労働運動内での共産党の影響力は急減、民同派労組が結集する形で日本労働組合総評議会を結成し、社会党左派の有力団体となった。
その一方、共産党を支持し続けた産別会議は1958年に解散に追い込まれ、それ以降、共産党は自前のナショナルセンターを持たないまま総評傘下の労働組合の中で活動していた。しかし、逆にその過程で総評内部で影響力を拡大し、京都総評の約半数を共産党支持で制したほか、自治労・日教組など総評傘下の有力単産の中で社会党を支持する主流派に対して、強力な反主流派を形成することに成功していた。
日本社会党（のちの社会民主党）を支持していた日本労働組合総評議会（総評）と民社党を支持していた全日本労働総同盟（同盟）の特定政党支持路線に反発し、1966年12月以降交流懇談を続けてきた38単産（単位産業別労働組合。個々の労働組合）は、1969年11月に「全民主勢力の統一のためのアピール」を発表。このアピールを切っ掛けとして1970年3月に全民主勢力の統一促進労働組合懇談会（統一促進懇）が結成され、のち1974年12月統一戦線促進労働組合懇談会（統一労組懇）に発展した。
一方、これとは別に総評・同盟・全国産業別労働組合連合（新産別）・中立労働組合連絡会議（中立労連）の労働4団体による労働戦線統一の動きがあり、全日本民間労働組合協議会（全民労協）から日本労働組合総連合会（連合）結成へと動いた。「労働戦線統一推進会」による「民間先行による労働戦線統一の基本構想」（のちの連合の綱領路線、1981年）は、「自由にして民主的な労働組合」の路線と「西側の一員」論の立場に立ち、国際自由労連（ICFTU）加盟、批判勢力の排除を求めた。総評は、従来方針を変えこれを容認し、合流・解散を決めた。こうした動きを統一労組懇は、特定政党排除の「革新分断」、賃上げ自粛や人減らし「合理化」容認の「労使協調」路線など特定の運動路線を踏み絵に、これを容認する組合だけを結集する「労働戦線の右翼的再編」と批判した。独自のナショナルセンターの結成か純中立の道をすすむのかが問われるなか、総評や統一労組懇・純中立労組懇加盟および中立の組合が、「労働者の団結を最大限に保障する資本からの独立・政党からの独立・共通の要求での行動の統一という3つの原則を堅持し、働くものの生活向上と権利の確立、国民春闘再構築、平和と民主主義をめざす」としめ、1989年11月21日に全国労働組合総連合（全労連）を結成した。結成当時の組織人員について、公称140万人と発表している。2016年7月には全労連大会に招かれた中野晃一教授が参議院選挙運動の中軸を担ったと評価している。

## 政治活動
- 最低賃金を1500円にすることでは一致しなかったものの、全国一律最低賃金制度要求に関しては、日本共産党、立憲民主党、国民民主党、社会民主党などの野党会派だけでなく、自民党の務台俊介衆院議員からも賛同が寄せられて、国会内集会であいさつをしている[17]。定期大会では、日本共産党から毎回来賓あいさつがあり、社会民主党などからメッセージが寄せられることがある[18]。

- 憲法、原発、TPP、沖縄米軍基地、アベノミクスなどの問題に対し、全労連は「共同の大黒柱」であると小池晃は述べており、それについて、しんぶん赤旗上でも報じている[19]。
- 自由と民主主義のための学生緊急行動（SEALDs）のデモに、全労連の車両が使われていると産経新聞は報じている[20]。青林堂の雑誌「ジャパニズム 28」では、SEALDsのデモに全労連の組合員が多数参加している、と記載している[21]。

### 男女共同参画・選択的夫婦別姓制度導入等の活動
男女差別解消をめざし、選択的夫婦別姓制度導入、再婚禁止期間・婚姻最低年齢等の男女差別解消の法改正、出生届に嫡出子、非嫡出子の記載を義務付ける戸籍法改正などを求めている。

### 戦争する国づくりストップ！憲法を守り・いかす共同センター
全労連の参加する市民団体の一つ。2014年5月改組。略称は、憲法共同センター。ゆるやかな共闘組織「憲法改悪反対共同センター」から、解釈改憲で集団的自衛権行使容認をすすめる安倍内閣の戦争する国づくりを許さず、運動を機敏に提起する組織に改組し、名称を変更。事務局は、全労連内。運営委員会団体は11団体、構成団体は19団体、賛同団体は10団体。戦争させない・9条壊すな!総がかり行動実行委員会に参加している。

#### 運営委員会団体
全労連、全国商工団体連合会（全商連）、新日本婦人の会（新婦人）、農民運動全国連合会（農民連）、日本民主青年同盟（民青）、全日本民主医療機関連合会（民医連）、平和・民主・革新の日本をめざす全国の会（革新懇）、自由法曹団、憲法改悪阻止各界連絡会議（憲法会議）、日本共産党、原水爆禁止日本協議会（日本原水協）。

### 戦争させない・9条壊すな！総がかり行動実行委員会
総がかり行動実行委員会は、2014年の安倍政権による集団的自衛権に関する憲法解釈の変更を阻止する闘いの中で生まれた。2014年12月に自治労・日教組など連合左派が下支えする「1000人委員会」と、全労連など共産系の諸団体が構成する「憲法共同センター」の2つが、民進党、共産党、自由党、社民党よる野党共闘体制となった。しかし、労働界のさらなる共同の見通しは立っていない。

#### 構成団体
戦争をさせない1000人委員会、解釈で憲法9条を壊すな!実行委員会、戦争する国づくりストップ!憲法を守り・いかす共同センター、安倍の教育政策 NO ネット、沖縄・一坪反戦地主関東ブロック、改憲問題対策法律家6団体連絡会、さようなら原発 1000 万人アクション、首都圏反原発連合、原発をなくす全国連絡会、脱原発をめざす女たちの会、日韓つながり直しキャンペーン 2015、日本軍「慰安婦」問題解決全国行動、国連人権勧告の実現を!実行委員会、戦時性暴力問題対策会議、「秘密保護法」廃止へ!実行委員会、反貧困ネット、mネット・民法改正情報ネットワーク、全国労働金庫労働組合連合会、自治体議員立憲ネットワーク。

#### 賛同協力団体
立憲デモクラシーの会、安全保障関連法制に反対する学者の会、自由と民主主義のための学生緊急行動（SEALDs）、安保関連法制に反対するママの会、女たちの平和実行委員会、NGO非戦ネット、宗教者・門徒・信者国会前大集会、止めよう!辺野古埋立て・国会包囲実行委員会、安倍政権に NO!東京ネットワーク。

## 加盟単産
全労連に加盟する産業別全国組合は以下の通り。
| 組合名                                  | 略称             | 組合員数 | 産業・企業                 |
| --------------------------------------- | ---------------- | -------- | -------------------------- |
| 日本医療労働組合連合会                  | 日本医労連       | 154,379  | 医療                       |
| 日本自治体労働組合総連合                | 自治労連         | 138,655  | 地方公務                   |
| 全日本教職員組合                        | 全教             | 63,349   | 教育                       |
| 日本国家公務員労働組合連合会            | 国公労連         | 60,454   | 国家公務                   |
| 全国生協労働組合連合会                  | 生協労連         | 63,135   | 生活協同組合               |
| 全労連・全国一般労働組合                | 全労連・全国一般 | 22,052   | 一般                       |
| 全日本建設交運一般労働組合              | 建交労           | 19,578   | 建設、道路貨物運送、鉄道   |
| 全国自動車交通労働組合総連合会          | 自交総連         | 12,068   | 道路旅客運送、道路貨物運送 |
| 全国福祉保育労働組合                    | 福祉保育労       | 10,920   | 福祉                       |
| JMITU（ 日本金属製造情報通信労働組合 ） | JMITU            | 5,397    | 機械、情報通信             |
| 全国金融労働組合連合会                  | 金融労連         | 3,921    | 金融                       |
| 全国印刷出版産業労働組合総連合会        | 全印総連         | 3,286    | 印刷・出版                 |
| 郵政産業労働者ユニオン                  | 郵政ユニオン     | 2,466    | 日本郵政                   |
| 映画演劇労働組合連合会                  | 映演労連         | 1,275    | 映画、演劇                 |
| 特殊法人等労働組合連絡協議会            | 特殊法人労連     | 992      | 特殊法人                   |
| 全国検数労働組合連合                    | 検数労連         | 1,042    | 検数事業                   |
| 全繊維産業労働組合                      | 繊維産労         | 216      | 繊維                       |
| 全日本年金者組合                        | 年金者組合       | 116,000  | 年金受給者                 |

### オブザーバー加盟等
- 日本民間放送労働組合連合会（民放労連）：7,988人

なお、国鉄労働組合（国労）の一部地方組織や全国建設労働組合総連合（全建総連）、全国農業協同組合労働組合連合会（全農協労連）の一部なども、全労連の地方組織・地域労連に加盟しているところがある。

## 加盟地方組織（都道府県別組合）
群馬・静岡・京都・和歌山・岡山のように総評の地方組織からそのまま移行した地方組織が少なからず存在する。
- 北海道労働組合総連合（道労連）
- 青森県労働組合総連合（青森県労連）
- 岩手県労働組合連合会（いわて労連）
- 宮城県労働組合総連合（宮城県労連）
- 秋田県労働組合総連合（秋田県労連）
- 山形県労働組合総連合（山形県労連）
- 福島県労働組合総連合（福島県労連）
- 茨城県労働組合総連合（茨城労連）
- 栃木県労働組合総連合（栃木県労連）
- 群馬県労働組合会議（群馬県労会議）
- 埼玉県労働組合連合会（埼労連）
- 千葉県労働組合連合会（千葉労連）
- 東京地評・全労連加盟単産地域協議会（東京労連）
  - 2003年2月に東京地方労働組合評議会（東京地評）と東京地方労働組合総連合（東京労連）が合流して新東京地評が誕生[26]
- 神奈川県労働組合総連合（神奈川労連）
- 新潟県労働組合総連合（新潟県労連）
- 山梨県労働組合総連合（山梨県労）
- 長野県労働組合連合会（長野県労連）
- 富山県労働組合総連合（富山県労連）
- 石川県労働組合総連合（石川県労連）
- 福井県労働組合総連合（福井県労連）
- 岐阜県労働組合総連合（岐阜県労連）
- 静岡県労働組合評議会（静岡県評）
- 愛知県労働組合総連合（愛労連）
- 三重県労働組合総連合（みえ労連）

- 滋賀県労働組合総連合（滋賀県労連）
- 京都地方労働組合総評議会（京都総評、全国労働組合連絡協議会にも加盟）
- 全大阪労働組合総連合（大阪労連）
- 兵庫県労働組合総連合（兵庫労連）
- 奈良県労働組合連合会（奈労連）
- 和歌山県地方労働組合評議会（和歌山県地評）
- 鳥取県労働組合総連合（鳥取県労連）
- 島根県労働組合総連合（しまね労連）
- 広島県労働組合総連合（広島県労連）
- 岡山県労働組合会議（岡山県労会議）
- 山口県労働組合総連合（山口県労連）
- 徳島県労働組合総連合（徳島労連）
- 香川県労働組合総連合（香川県労連）
- 愛媛地方労働組合連合会（愛媛労連）
- 高知県労働組合連合会（高知県労連）
- 福岡県労働組合総連合（福岡県労連）
- 佐賀県労働組合総連合（佐賀県労連）
- 長崎県労働組合総連合（長崎県労連）
- 熊本県労働組合総連合（熊本県労連）
- 大分県労働組合総連合（大分県労連）
- 宮崎県労働組合総連合（宮崎県労連）
- 鹿児島県労働組合総連合（鹿児島県労連）
- 沖縄県労働組合総連合（沖縄県労連）

全労連は、全労連未加盟単産の単位組合や上部団体未加盟の単独組合でも、地方組織（都道府県別組合、および同傘下の地方単産・地域組織）に加盟することで全労連加盟の組合になることができる。